# Cryptanthus caulescens
webbrowser
Cryptanthus caulescens é uma espécie de  planta do grupo Cryptanthus, da família das bromélias.

## Taxonomia
A espécie foi decrita em 1998 por Ivón Mercedes Ramírez Morillo, com o espécime tipo coletado em 1979.

## Conservação
A espécie faz parte da Lista Vermelha das espécies ameaçadas do estado do Espírito Santo, no sudeste do Brasil.

## Distribuição
A espécie é endêmica do Brasil, e é encontrada somente no estado do Espírito Santo.